# Bulbophyllum plicatum
Bulbophyllum plicatum là một loài phong lan thuộc chi Bulbophyllum.